# Maultaschhügel

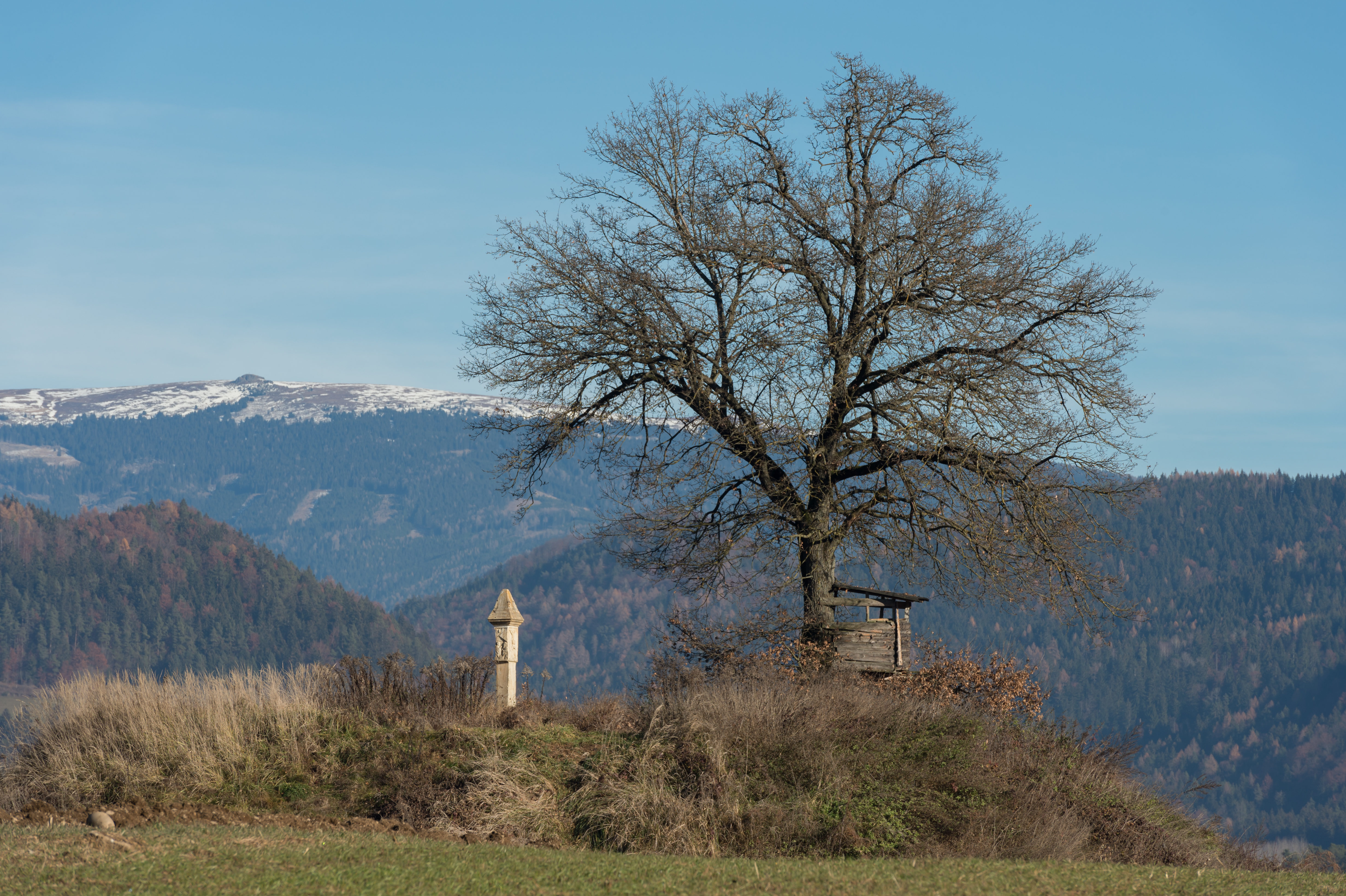
Maultaschhügel

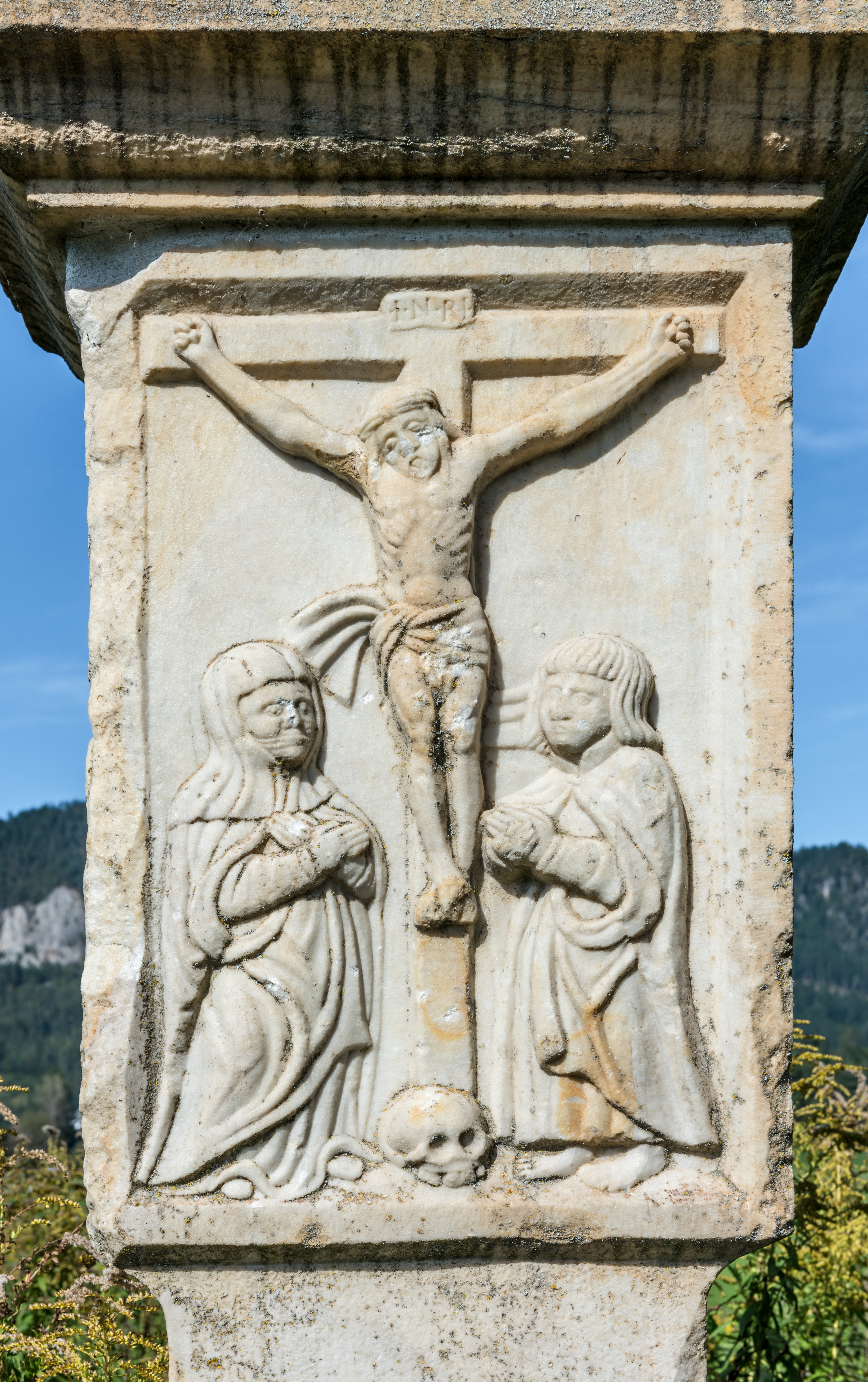
Bildstock, Relief Kreuzigung

Der Maultaschhügel ist ein Grabhügel in der Ebene nordöstlich der Burg Hochosterwitz in der Gemeinde Sankt Georgen am Längsee im Bezirk Sankt Veit an der Glan in Kärnten. Der Hügel und der dortige Bildstock stehen unter Denkmalschutz (Listeneintrag).

## Beschreibung
Einer Sage nach erinnert der Hügel an eine Belagerung der Burg. Der Maultaschhügel ist wohl ein Hügelgrab unbekannten Alters.
Beim Hügel steht eine hohe steinerne Bildsäule mit Reliefdarstellungen der Geburt, Kreuzigung und Auferstehung Christi sowie der Darstellung Gottvaters.